# 팽월
팽월(彭越, ? ~ 기원전 196년)은 중국 초한쟁패기, 전한 시대의 인물로 한 고조를 도와 전한 왕조를 세우는데 기여한 개국공신이다. 자는 중(仲)이다.

## 생애

### 거병
창읍 출신으로, 거야택에서 도적떼를 이끌다가 진 이세황제 원년(기원전 209년) 진승과 오광이 진나라의 폭정에 맞서 봉기하자 당장은 장초와 진나라의 싸움을 방관하다가, 1년여 후에야 세력을 일으켰다. 이때 거야택의 1백여 소년들이 팽월에게 거병하도록 권했는데, 누차 거절하다가 승락했다. 그리고 이들과 모이기로 한 날에 늦는 자는 참수하기로 했으나, 늦은 사람이 10여 명으로 너무 많아 가장 늦게 온 자를 죽였다.
패공 유방이 창읍을 공격하자 유방을 도왔으나, 창읍은 함락되지 않았고 유방은 관중으로 방향을 돌렸다. 팽월은 그대로 남았고, 이전에 위나라는 진나라와의 싸움에 져 왕 위구가 자결했는데, 팽월은 이 위나라의 패잔병들을 모았다.

### 초한쟁패기의 활약
기원전 206년, 항우가 진나라를 멸하고 각지에 제후들을 봉건할 때 아무것도 받지 못했다. 제나라의 실권자로 자신이 모신 전시가 교동왕으로 이봉되자 불만을 품은 전영에게서 장군의 인수를 받아 제음에서부터 초나라를 공격해, 자신을 요격하러 온 초나라 장수 소공 각(簫公角)의 군대를 대파했다. 한왕 2년(기원전 205년), 한왕 유방이 위구의 아우인 서위왕 위표 등 여러 제후들과 함께 서초를 치러 오자, 자기 군사 3만여와 함께 외황에서 한나라에 귀순했다. 한왕에게서 옛 위나라 땅의 10여 성을 가지고 있다 하여 위표의 재상이 됐고, 옛 위나라 땅이었으나 서초에 편입된 양나라 일대를 평정했다.
그러나 한왕이 팽성 전투에서 대패하자, 가지고 있던 모든 성을 잃고 황하 유역을 떠돌았다. 한왕 3년(기원전 204년), 세력을 다시 내 한나라 편에서 유격전을 펼쳐, 양 주변에 있는 초나라 군대의 군량을 끊었다. 한왕 4년(기원전 203년), 한왕과 서초패왕이 공성에서 대치하고 있을 때 초나라의 동아를 공격해 초나라 장수 설공(薛公)을 죽였다. 그러자 한왕은 자신의 형 유고를 보내 함께 초나라의 군량을 태우게 했다. 이후 서초패왕의 공격에 패했으나 그 틈에 한왕은 잃은 성고를 회복하고 광무까지 진격했다. 서초패왕이 한왕에게로 돌아가 광무에서 대치하자, 다시 일어나 초군의 양도를 여러 차례 끊었기 때문에 서초패왕은 근심하여 사로잡은 한왕의 일가족으로 한왕을 협박했으나 별 수가 없었다. 수양·외황 등 열일곱 성을 점령하여 또 양나라 땅을 차지하고 초군의 군량을 끊었고, 결국 서초패왕은 조구에게 성고의 진영을 맡기고 팽월을 공격하니, 곡성으로 패주했다. 그러나 서초패왕에게 완전히 평정되기 전에 한왕이 조구를 무찔렀고, 서초패왕은 다시 대치하러 돌아갔다. 이러한 팽월의 유격전은 상당히 성공적이어서, 결국 서초패왕은 군량이 궁해져 더 싸울 수 없어 한왕 5년(기원전 202년)에 한왕과 협정을 맺고 양하로 옮겼다. 그러자 창읍 일대 20여 성을 빼앗고 군량 10여 만 휘를 얻어 한왕에게 주었다.
이때 한왕은 서초 군이 피폐해졌다고 판단하고, 협약을 깨고 추격하면서 팽월과 한신에게 도움을 청했다. 그러나 위나라 병사들이 서초를 두려워한다는 핑계로 출전하지 않았고, 한신도 출전하지 않아 한나라 군대가 고릉에서 서초패왕에게 졌다. 한왕은 형식상 아직 죽은 위표의 상국으로 있는 팽월을 왕으로 삼겠다고 약조했고, 그제야 군사를 내어 해하에서 한나라 본대와 합류했고, 마침내 서초를 멸망시켰다(해하 전투). 서초패왕이 죽고, 봄, 한왕에게서 양나라 왕으로 봉해졌고, 서울은 정도에 두었다.

### 말년
고조 10년(기원전 197년), 진희의 반란을 평정하러 고조가 친히 출정하면서 양나라에도 출병하라는 명령을 받았으나, 칭병하여 위거(衛胠) 등 휘하 장수를 보냈다. 고조가 화를 내자, 부하 장수 호첩(扈輒)이 모반을 권했으나 거부했다.
그런데, 태복을 죽이려 하니 태복이 달아나 양왕이 모반할 것이라고 고조에게 참소했다. 손도 못 쓰고 사로잡혀 낙양으로 호송됐고, 고조가 사면하여 촉으로 유배를 보냈다. 유배가던 중에 고황후를 만나자, 황후에게 무죄를 읍소하고 고향 창읍으로 갈 수 있게 청했다. 황후는 이를 허락하고 함께 낙양으로 데리고 갔다.
그러나 정작 황후는 고조에게 양왕은 위험하니 죽여야 한다고 말했고, 사인들을 시켜 양왕이 또 모반하려 한다는 증거를 꾸미게 해 정위 왕염계가 팽월의 족속을 주멸해야 한다고 상주했다. 결국 고조 11년(기원전 196년) 3월, 삼족과 함께 모두 죽었고, 자신의 고기는 젓갈로 담가져 각 제후국들에 내려졌다. 또 효수돼, 고제가 머리를 거두지 못하게 했는데, 자신의 젊었을 적 친구며 양나라 대부를 지내는 난포가 죽음을 무릅쓰고 머리를 거두었다.